# 콩시에르주리

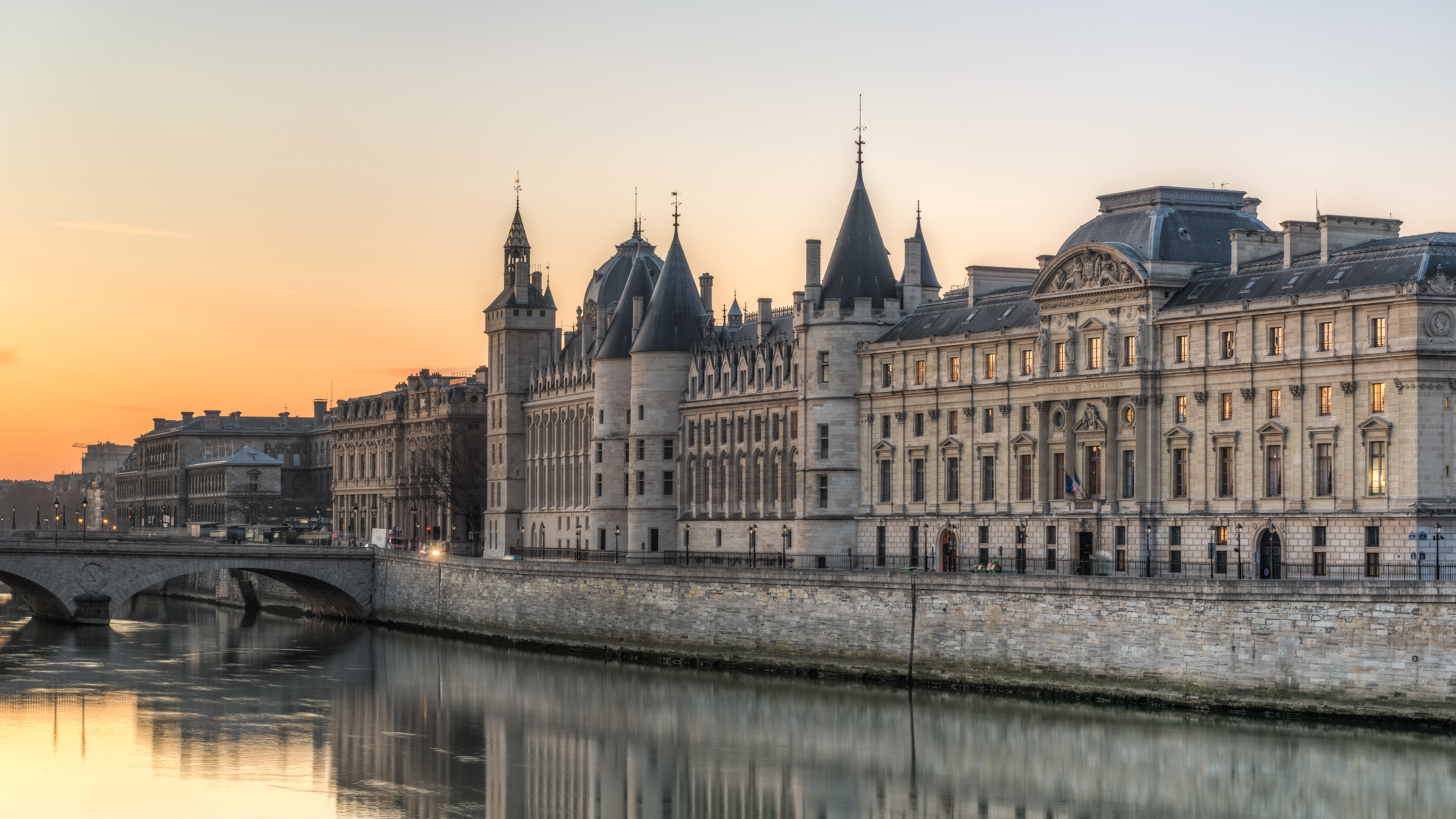
콩시에르주리

콩시에르주리(프랑스어: Conciergerie)는 프랑스 파리 1구 시테섬 서쪽에 있는 옛 법원 청사이자 교도소이다. 생시에르주리는 원래 생트샤펠 성당을 포함한 시테궁의 일부였다. 왕궁에는 두 개의 큰 중세 홀이 남아있다. 프랑스 혁명 기간 동안 마리 앙투아네트를 포함한 2,780명의 수감자들이 이곳에 투옥되었으며. 재판을 받고 선고를 받은 후 단두대에서 처형되도록 여러 장소로 보내졌다. 현재는 국가기념물로 지정되어 박물관으로 활용되고 있다.

## 개요
당시의 감옥은 유료였기 때문에 지불한 금액에 따라 설비가 바뀌었다. 지불한 금액에 따라 죄수는 3가지로 나뉘었다.

## 내부
현재는 카이사르 타워, 실버 타워, 본베크 타워, 시계 타워 4개의 탑이 차지하고 있다. 시계 타워는 1350년에 증축된 타워로, 현존하는 프랑스 최고의 벽 시계가 있다. 또한 벽 시계는 1585년에 대체하고 있다.